# Kevin Mirallas
Kevin Antonio Joel Gislain Mirallas y Castillo (pronunciació espanyola: [keβin miɾaʎas]; nascut el 5 d'octubre de 1987) fou un jugador professional de futbol belga que jugava com a lateral.
Com a jugador ha defensat els colors de l'Standard Liège, Lille OSC, AS Saint-Étienne, Olympiakos FC i l'Everton FC. Ha estat internacional amb Bèlgica.